# Georges Mys
Georges Victor Liévin Mathieu Mys (Gante, 26 de marzo de 1880-Gante, 7 de noviembre de 1952) fue un deportista belga que compitió en remo.
Participó en los Juegos Olímpicos de Londres 1908, obteniendo una medalla de plata en la prueba de ocho con timonel. Ganó dos medallas de oro en el Campeonato Europeo de Remo, en los años 1907 y 1908.

## Palmarés internacional
| Juegos Olímpicos   | Juegos Olímpicos      | Juegos Olímpicos | Juegos Olímpicos |
| Año                | Lugar                 | Medalla          | Prueba           |
| ------------------ | --------------------- | ---------------- | ---------------- |
| 1908               | Londres (Reino Unido) | Medalla de plata | Ocho con timonel |
| Campeonato Europeo |                       |                  |                  |
| Año                | Lugar                 | Medalla          | Prueba           |
| 1907               | Estrasburgo (Francia) | Medalla de oro   | Ocho con timonel |
| 1908               | Lucerna (Suiza)       | Medalla de oro   | Ocho con timonel |